# 霍姆斯海滩 (佛罗里达州)
霍姆斯海滩（英語：Holmes Beach），是美国佛罗里达州馬納提縣下属的一座城市。建立于1950年。面积约为4.5平方公里（约合1.7平方英里）。根据2010年美国人口普查，该市有人口3,836人。论人口在本州排行第234。